# TBD Devastator
A Douglas TBD Devastator az amerikai haditengerészet torpedóbombázó repülőgépe volt, melyet 1934-ben rendeltek meg, először 1936-ban szállt fel és 1937-ben rendszeresítették. Ebben az időben a TBD volt az US Navy és valószínűleg az egész világ legfejlettebb ilyen célú repülőgépe. A háborúra készülődő országok fejlesztési erőfeszítései azonban a Pearl Harbor elleni japán támadás idejére már elavulttá tette. A háború elején néhány összecsapásban még jól szerepelt, de a midwayi csatában a japán flottát támadó csaknem az összes Devastatort megsemmisítették. Ezután a típust azonnal kivonták a frontvonalból és a TBF Avengerrel váltották fel.

## Tervezés és fejlesztés

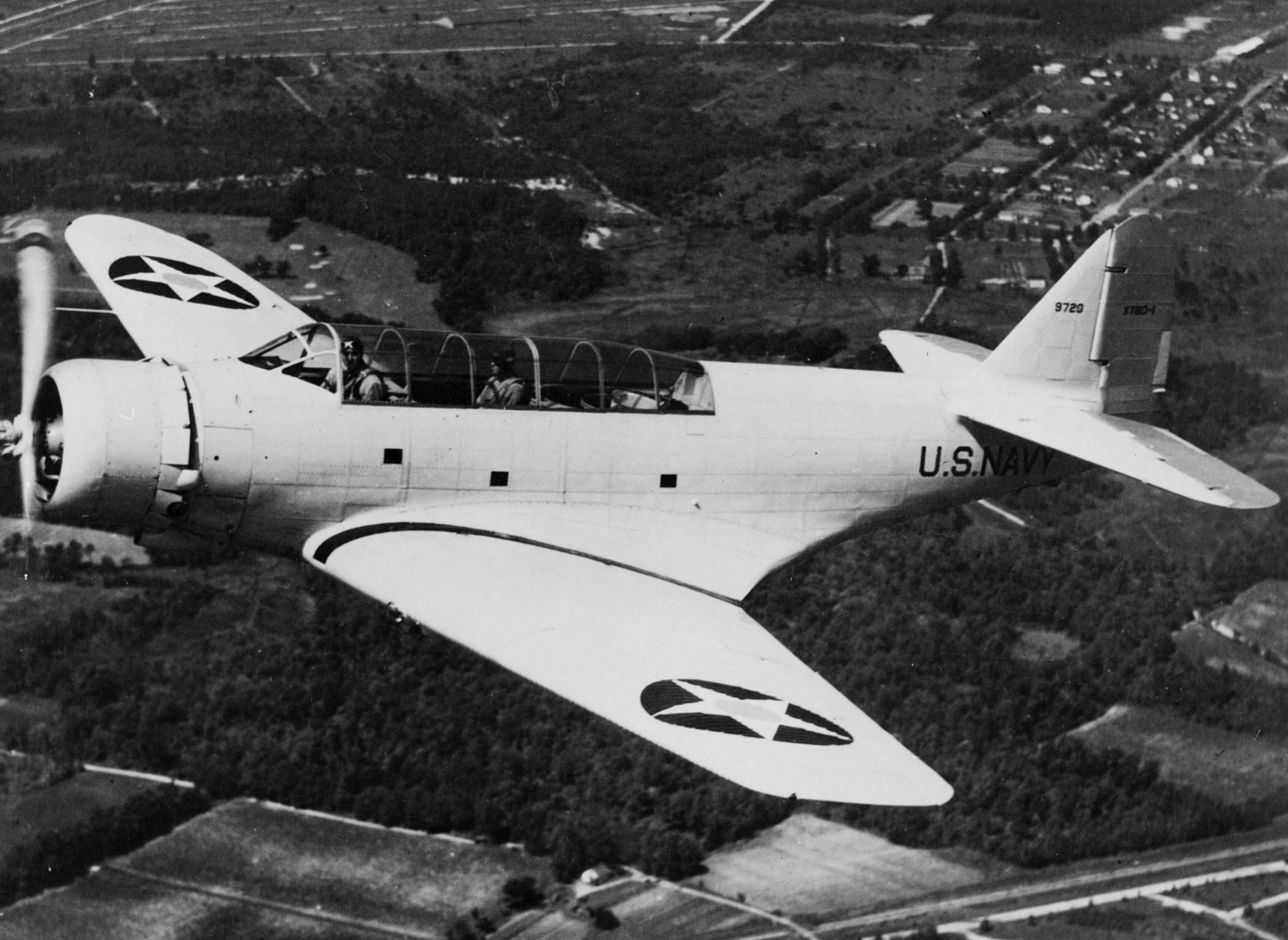
Az XTBD-1 az eredeti pilótaülés fedéllel 1935-ben

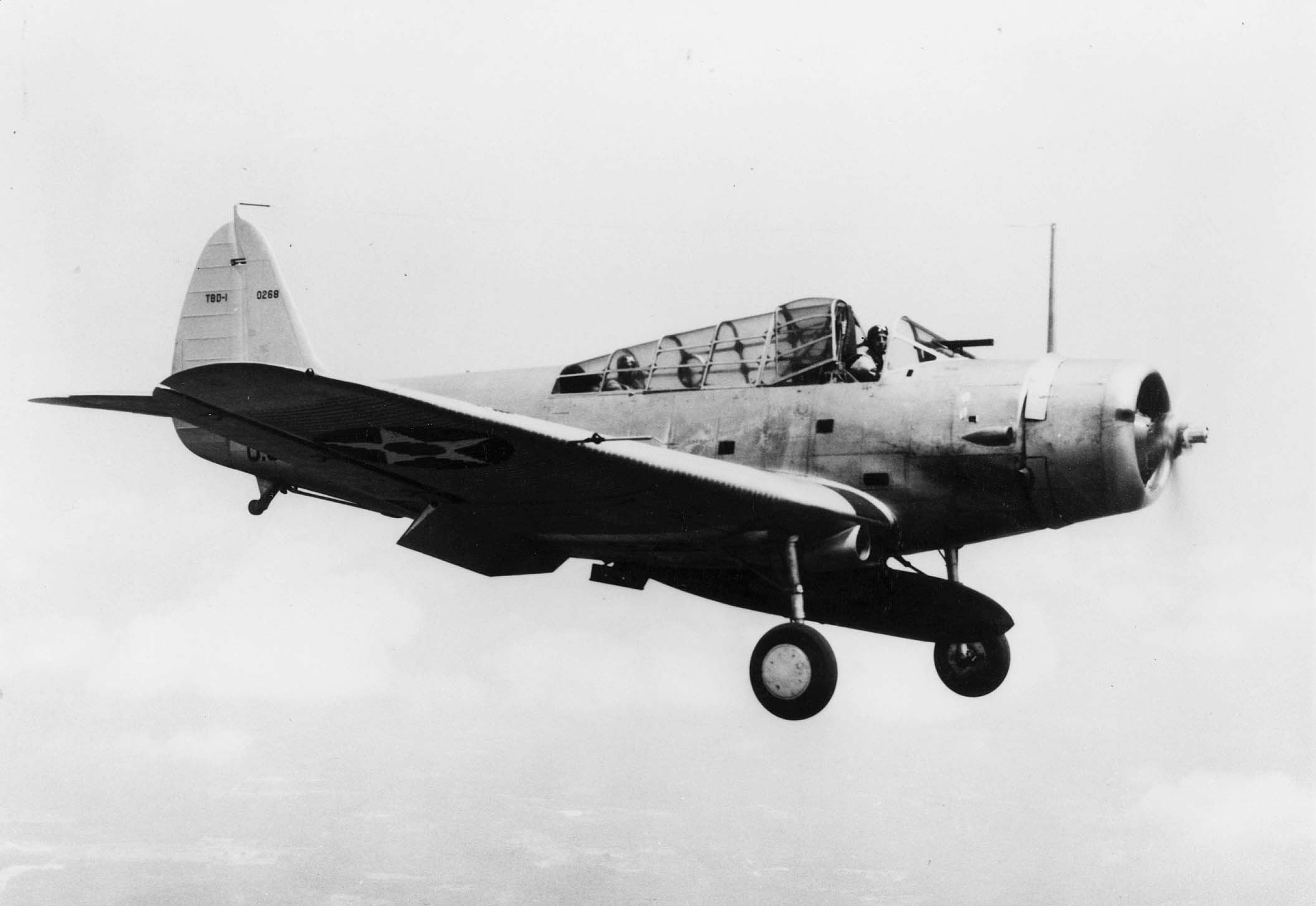
Az első sorozatban gyártott TBD-1 1937-ben

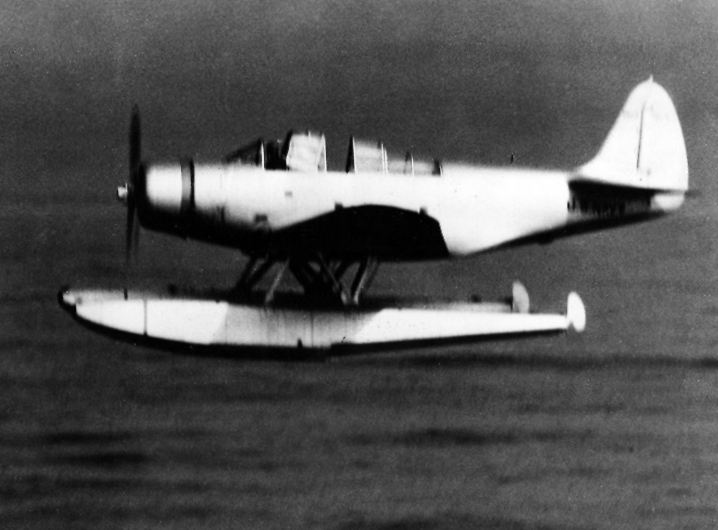
Egy TBD-1A-t vízi repülőként is kipróbálták

Az 1934 júniusban az U.S. Navy pályázatot írt ki a repülőgép-hordozóiról üzemeltetendő új bombázógépekre. Ennek a pályázatnak egyik nyertese a Douglas tervezete lett A tenderen sikeresen szerepelt még és sorozatgyártásra kapott megbízást a Northrop BT-1, melyből később az SBD Dauntless lett kifejlesztve, a Brewster SBA és a Vought SB2U Vindicator. A Great Lakes XB2G, Great Lakes XTBG, Grumman XSBF, Hall XPTBH és a Vought XSB3U szintén indult a pályázaton, de csak a prototípus fázisig jutott el.
Az XTBD Devastator, mely először 1935 április 15-én szállt fel, egy sor újdonságot hozott az U.S. Navynek. Ez a gép volt az első nagy példányszámban rendszeresített repülőgép-hordozó bázisú monoplán, az első teljesen fémépítésű gép, az első repülőgép, mely teljesen zárt kabinnal készült, az első gép, melynek hidraulikával működtetett összecsukható szárnya volt, így joggal mondható, hogy forradalmi konstrukciónak számított. A félig behúzható futómű repülés közben 250 mm-re állt ki a szárnyból, ami lehetővé tette az esetleges hasra szállást is minimális sérülésekkel. A nagy, tágas fülkében, mely a törzs csaknem fél hosszát elfoglalta, háromtagú személyzet kapott helyet. Elöl ült a pilóta, leghátul a rádiós, aki a géppuskát is kezelte, a bombázó pedig a középső ülést foglalta el. Támadáskor a bombázó hason előrecsúszott a pilóta alatt a gép hasán nyíló ablakig, ahol egy Norden giroszkópos irányzó berendezéssel végezte a célzást.
A TBD szokásos támadófegyvere vagy egy 540 kg tömegű Bliss-Leavitt Mark 13 típusú légi torpedó vagy egy 450 kg-os bomba volt. Lehetett az előbbiek helyett három 230 230 kg-os általános rendeltetésű bombát is felfüggeszteni: egyet-egyet a szárnyak, a harmadikat pedig a törzs alá vagy 12 45 kg-os repeszbombát két csoportban a szárnyak alá. A védőfegyverzetet egy M1919 típusú 7,62 mm-es Browning géppuska alkotta, melyet a hátul ülő lövész kezelt. A motorburkolat jobb oldalán egy előre tüzelő 7,62 mm-es vagy egy 12,7 mm-es géppuska is volt mereven beépítve.
A repülőgépet egy Pratt & Whitney R-1830-64 típusú Twin Wasp 850 LE (630 kW) teljesítményű csillagmotor hajtotta. A széria gépeket a prototípustól a továbbfejlesztett motorburkolat és a megnagyobbított, jobb kilátást biztosító kabintető különböztette meg. A berepülőpilóták a prototípusnál egyedül a pilótafülke burkolatát kifogásolták, és így könnyen átesett a hivatalos próbákon, melyeket 1935 április 24-től november 24-ig folytattak le. Miután sikeresen megtörténtek a torpedóvetési próbák is, a prototípust átadták a Lexington repülőgép-hordozónak, hogy a haditengerészeti minősítést is megszerezze. A kiterjedt vizsgálatokat egészen 1937-ig folytatták az első két sorozat-géppel.
A típusból 129 példányt gyártottak le, melyekkel a Saratoga, Enterprise, Lexington, Wasp, Hornet, Yorktown és a Ranger repülőgép-hordozókat szerelték fel. A háború előtti időkben a TBD-k a szokásos szolgálat mellett a gyakorlógépek feladatát is ellátták, sőt legalább egy gépet céltárgy vontatására is felhasználtak. 1940-től az U.S. Navy úgy ítélte, hogy a TBD kiöregedett látva a többi ország vadászgépeit és bombázóit, és elhatározta kiváltását a TBF Avengerel, azonban ez az új gép még nem állt készen a háború kitörésére. Eddigre a huzamos használat következtében több gépet le kellett már selejtezni, így csupán mintegy 100 példány maradt bevethető állapotban. 1941-ben kapta a gép a népszerű Devastator nevet, bár legtöbbször becenevét, a torpekert használták.

## Szolgálatban

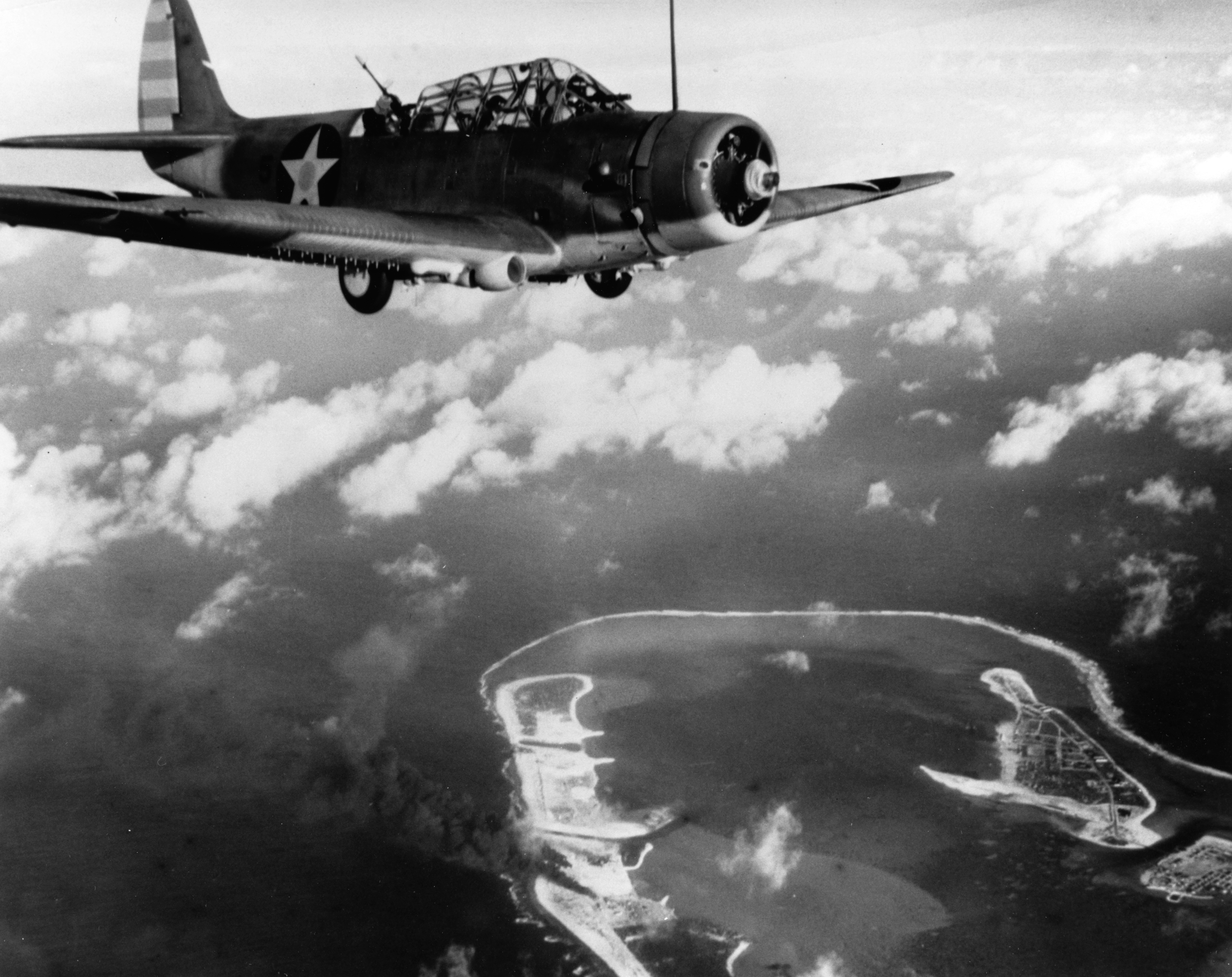
eGY VT-6 TBD a Wake sziget elleni támadás után 1942. február 24.

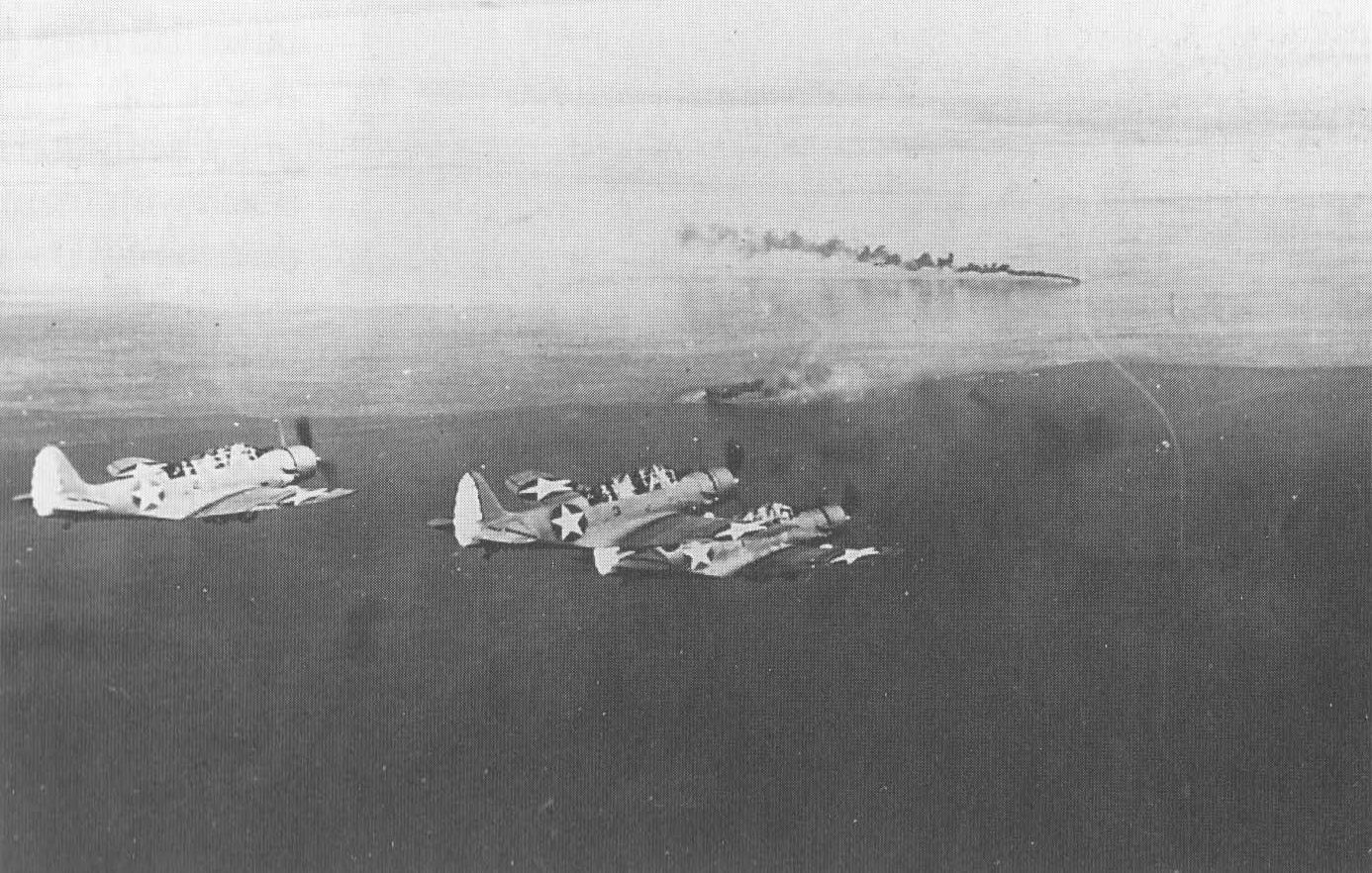
A Yorktown TBD bombázói a Huon öböl felett 1942. március 10-én

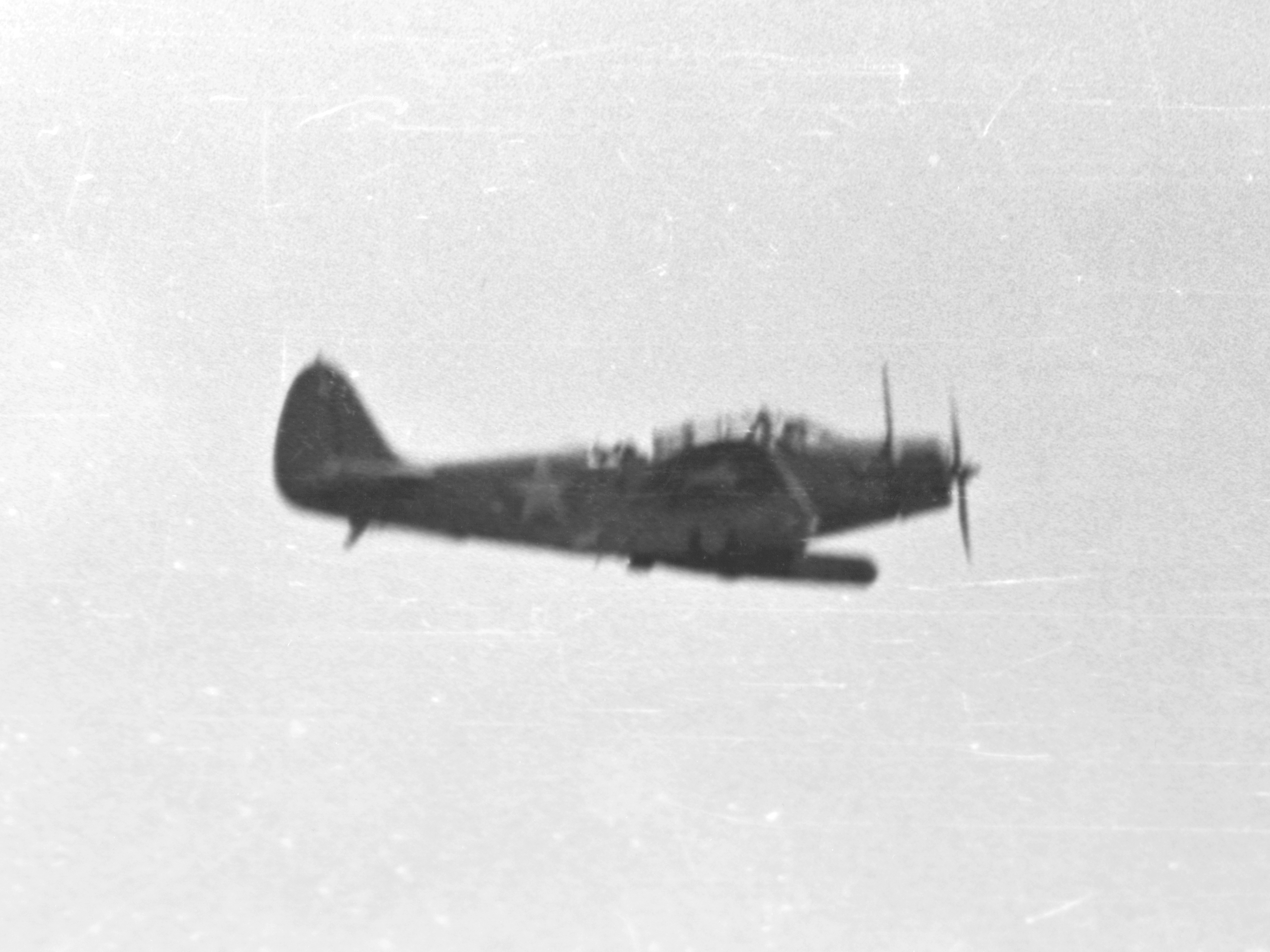
Egy TBD-1 visszatérőben a japán flottától Midwaynél

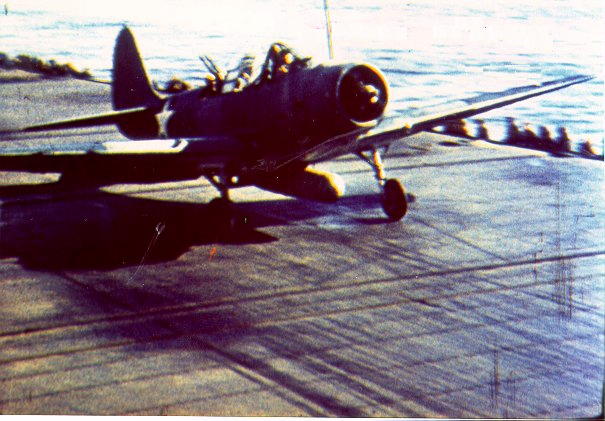
TBD felszáll a Hornetről 1942június 4.

A csendes-óceáni háború első napjaiban a TBD jól mutatkozott be. 1942 februárjában és márciusában az Enterprise és a Yorktown bombázói a Marshall- Gilbert-, Wake- és Marcus-szigeteket támadták, míg a Yorktown és a Lexington a japán hajókra mért csapást Új-Guinea mellett március 10-én. A korall-tengeri csatában Devastatorok segítették a Sohó japán repülőgép-hordozót elsüllyeszteni május 7-én, de a következő nap nem sikerült megsemmisíteni a Sókaku hordozót. A kudarcnak a Mark 13 torpedó volt az oka. Látták, hogy több torpedó célba talált de nem robbant fel, néhány torpedó pedig mélyebben haladt az előre beállított mélységnél. Egy évig tartott, míg ezeket a hibákat sikerült kijavítani, de ezeket nem észlelték az 1942 június 4-i midwayi csata közben.
A midwayi csata folyamán 41 Devastator, a típus legtöbb még megmaradt példánya indult támadásra a Hornet, Enterprise és Yorktown fedélzetéről a japán flotta ellen. Az akció alatt az együttműködést nem volt megfelelő részben azért, mert Raymond A. Spruance ellentengernagy az ellenséges hordozók elleni csapásra közvetlenül az után adott parancsot, miután felfedezték azokat azért, hogy lehetetlenné tegye a japán ellentámadást az amerikai hordozók ellen. Emiatt nem fordított időt a támadás kellő összehangolására a vadászgépek, bombázók és torpedóvetők között. A Hornet és az Enterprise TBD-i elveszítették kapcsolatukat az őket oltalmazó vadászgépekkel és vadászgépek kísérete nélkül kezdték meg támadásukat.
A Devastatorok halálos akcióba kezdtek: a lassú és nehezen manőverező, gyenge védőfegyverrel és páncélzattal ellátott gépek ideális célpontot nyújtottak az ellenséges vadászrepülőknek és a légvédelmi tüzérségnek. Ezen felül a légitorpedókat nem a szükséges sebességen tudták ledobni. A torpedóvetés hosszú egyenes rárepülést kíván és a TBD-k közben kitűnő célpontot nyújtottak a Zero vadászgépeknek. A Hornet hordozóra csak négy gép tért vissza, a Yorkrownra kettő és a Hornetre egyetlenegy sem, és egyetlen találatot sem értek el.
Mindennek ellenére hőstettük nem volt teljesen hiábavaló, mivel néhány gép olyan közel került a célpontjához, mielőtt torpedóját elengedte volna, hogy végigszórta géppuskájából és éles fordulókra kényszerítette a japán repülőgép-hordozókat. Ezen kívül a Devastatorok támadása a japán vadászgépeket kimerítette. Ezt a szerencsés pillanatot használták ki az éppen megérkező SBD Dauntless zuhanóbombázók, akik a négy japán repülőgép-hordozóból hármat megsemmisítettek.
Midway után a flotta azonnal kivonta a harcoló egységekből a megmaradt, mindössze 39 TBD repülőgépet. Az Atlanti-óceánon és gyakorló egységeknél továbbra is szolgálatban maradtak 1944-ig. Egyetlen gép sem érte meg a háború végét.
Az igazsághoz tartozik, hogy a korszerűbb TBF Avengerek ugyanúgy sikertelenek voltak a midwayi csatában: minden hat gépből ötöt lelőttek anélkül, hogy egyetlen találatot is sikerült volna elérniük. Az Avengerek később mindössze a Riujo hordozót és a Hiei csatahajót tudták elsüllyeszteni Guadalcanalnál. A háború elején az általános sikertelenség oka az amerikai torpedóvetők gyenge teljesítményével, a legénység képzetlenségével és a vadászgép kíséret hiányával magyarázható.

## Műszaki adatok (TBD-1)[18]

Douglas TBD–1 Devastator

- Személyzet: 3 fő (pilóta, torpedóvető-navigátor, rádiós-lövész)

### Méretek
- Hossz: 10,67 m
- Fesztáv: 15,24 m
- Magasság: 4,60 m
- Szárnyfelület: 39,2 m²

### Tömeg
- Üres tömeg: 2540 kg
- Teljes tömeg: 4213 kg
- Legnagyobb felszálló tömeg: 4624 kg

### Hajtómű
- Típusa: Pratt & Whitney R-1830-64 Twin Wasp csillagmotor
- Teljesítmény: 900 LE (672 kW)

### Repülési teljesítmény
- Legnagyobb sebesség: 331 km/h 2400 m magasságon
- Cirkáló sebesség: 206 km/h
- Hatótáv: 700 km
- Csúcsmagasság: 5945 m
- Emelkedési sebesség: 3,7 m/s

### Fegyverzet
- Géppuskák
  - 1 × előrefelé tüzelő M1919 Browning géppuska (7,62 mm) vagy M2 Browninggéppuska (12,7 mm) géppuska
  - 1 × 7,62 mm géppuska a hátsó ülésnél (később két géppuska)
- Bombák
  - 1 × Mark 13 torpedó vagy
  - 1 × 454 kg bomba vagy
  - 2 × 227 kg bomba vagy
  - 12 × 45 kg bomba